# Pandan (Galis)
Pandan is een bestuurslaag in het regentschap Pamekasan van de provincie Oost-Java, Indonesië. Pandan telt 1091 inwoners (volkstelling 2010).